# Baharözü

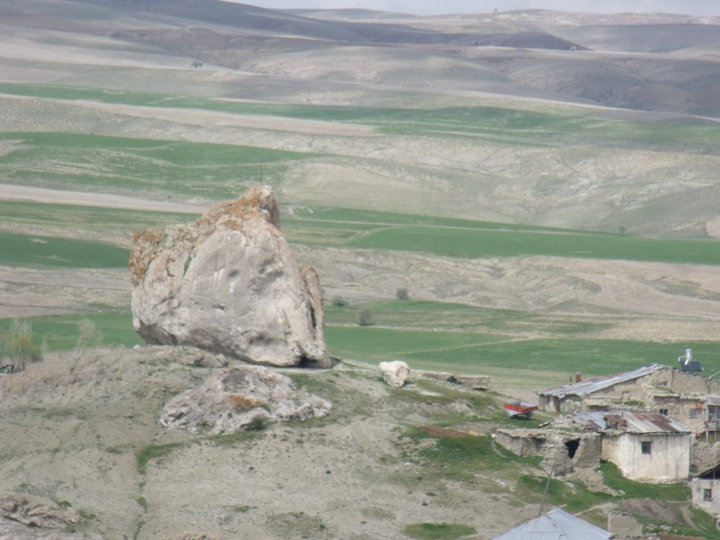
Wahrzeichen von Baharözü

Baharözü ist eine Gemeinde im Bezirk Ulaş der Provinz Sivas in der Türkei. Ihr Wahrzeichen ist ein Felsen, welches auch im Gemeindewappen abgebildet ist.

## Geographie
Die Gemeindefläche verteilt sich auf 42 % Wald, 35 % Landwirtschaft und 21 % bebauter Fläche. Baharözü liegt zwischen Ulaş und Kangal. Die Nachbargemeinden sind Yapali und Kurtlukaya, Nachbardörfer sind Küçük- und Büyükyapalı, Aylı, Eskiköy, Söğütçük, Güney, Kazmağara, Alaca, Kurtlukaya.

## Bevölkerung
| Jahr | Einwohner |
| ---- | --------- |
| 1850 | 510       |
| 1910 | 689       |
| 1960 | 702       |
| 1970 | 789       |
| 1990 | 1151      |
| 2007 | 1158      |

## Wirtschaft
Landwirtschaft und Viehzucht sind die wirtschaftliche Grundlage in Baharözü.

## Verkehr
Sivas wird zweimal pro Tag von zwei privaten Bussen aus dem Dorf angefahren. Die nächstgelegene Autostraße in Richtung Sivas erreicht man nach 20 km. Die Hauptstraße nach Kayseri erreicht man nach 30 km.

## Geschichte
Der frühere Name war Bugayirözü. Dieser Name ist auf einem von sieben Steinen in der Moschee eingeritzt. Die dortigen Eintragungen stammen aus den Jahren 1794, 1799, 1850 und 1869. In diesem Zeitraum wurde Bugayirözü dem Bezirk Tonus angegliedert.
Am 18. April 1999 wurde Baharözü zur Gemeinde (tr: Belediye) ernannt. In den Archiven des Osmanischen Reiches taucht das Dorf zuerst als Bugirözü, Bagirözu und Bugayir auf. Im Osmanischen Reich war Bugirözu dem Bezirk Tonus angeschlossen. Die Steuern wurden jedoch nach Sivas zum „Hause Ali Baba“ entrichtet. Die Bevölkerung besteht vor allem aus Moslems turkmenischen Ursprungs.

## Auswanderer
Alleine in der kleinen Schweiz leben rund 800 Personen aus Baharözü. Zudem gibt es weitere Auswanderer in Deutschland, Österreich, Frankreich, Dänemark, Saudi-Arabien, Russland und Kuwait.